# Brigitte Große (Übersetzerin)

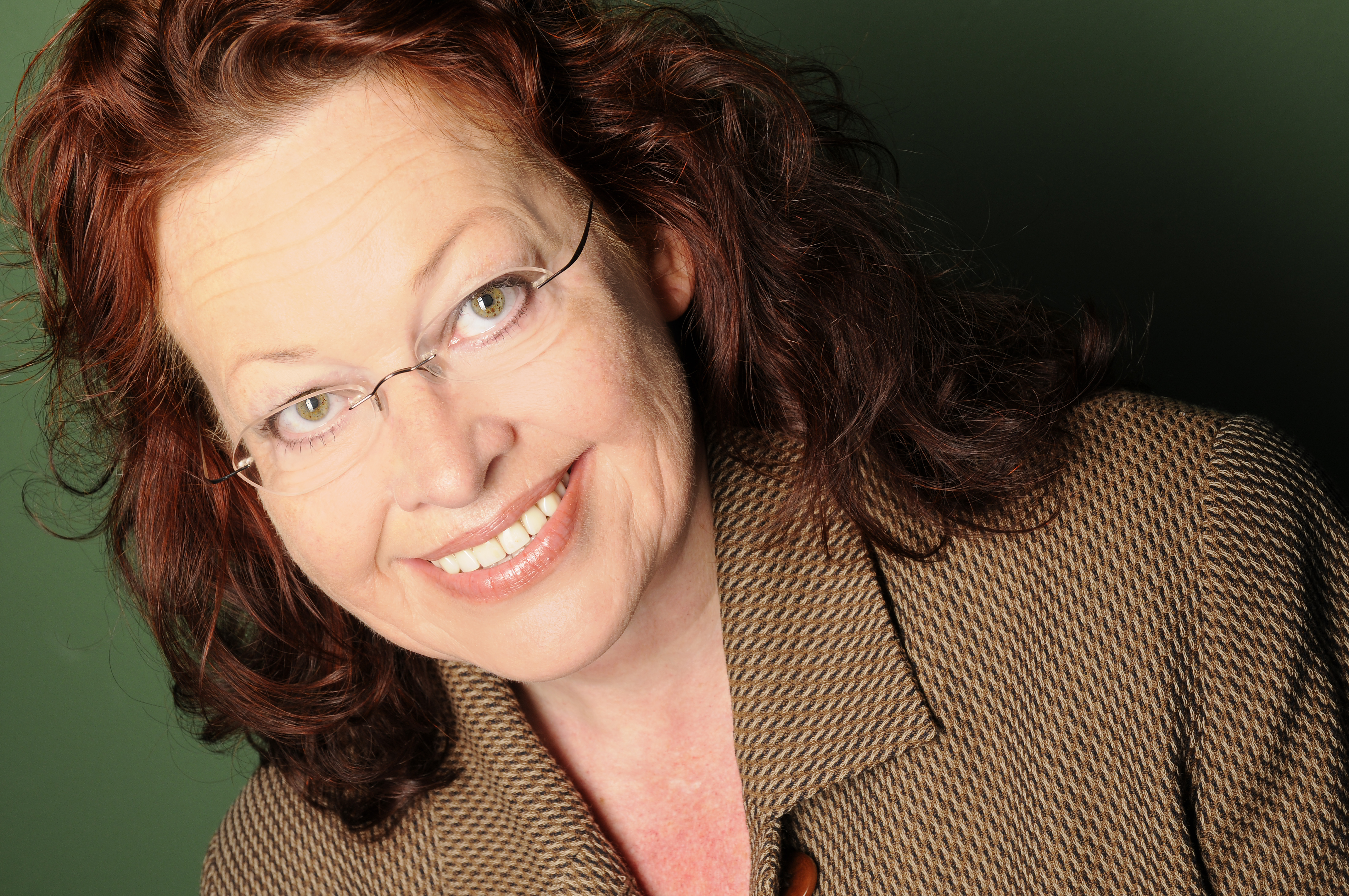
Brigitte Große (2008)

Brigitte Große (* 21. Februar 1957 in Wien) ist eine österreichische Übersetzerin.

## Leben
Brigitte Große studierte Philosophie, Musikwissenschaft, Soziologie und Psychologie in Wien und Hamburg. Anschließend war sie als Lektorin und Redakteurin tätig. Sie lebt heute als Übersetzerin in Hamburg. Brigitte Große übersetzt erzählende und essayistische Texte aus dem Französischen (u. a. von Fatou Diome, Frédéric Beigbeder, Georges-Arthur Goldschmidt, Linda Lê und Amélie Nothomb) und aus dem Englischen. Sie ist Mitglied im Verband deutschsprachiger Übersetzer literarischer und wissenschaftlicher Werke, VdÜ.

## Ehrungen
- Hamburger Förderpreise für Literatur und literarische Übersetzungen, Sparte Übersetzungen, 1994 und 2015, sowie 2021 als „Hamburger Literaturpreis“
- Trägerin für 2000 bis 2002 des Hieronymusrings, gestiftet vom Verband deutschsprachiger Übersetzer literarischer und wissenschaftlicher Werke, VdÜ, ein Wanderpreis, den sie an Hanns Grössel weiterreichte.
- Österreichischer Staatspreis für literarische Übersetzung, Sparte: Übersetzung fremdsprachiger Literatur ins Deutsche, 2017

„Brigitte Große ist eine äußerst vielseitige Übersetzerin, die eine lange Liste von französischsprachiger Literatur verschiedenster Stile und Ausprägungen mit großer Sorgfalt und Präzision ins Deutsche gebracht hat. Dank ihrer beeindruckenden sprachlichen Spannweite, Empathie und Ausdruckskraft gelingt es ihr, für jedes Buch, für jeden Autor und jede Autorin einen eigenen Ton zu entwickeln. Georges-Arthur Goldschmidt, dessen an der französisch-deutschen Sprachgrenze angesiedelte Freud- und Kafka-Bücher lange Zeit als unübersetzbar galten, hat der Kunst seiner Übersetzerin Brigitte Große die größte Anerkennung gezollt: ‚Hier liest der Autor auf Deutsch genau das, was er auf Französisch geschrieben hat.‘“

## Übersetzungen
- Éliette Abécassis: Ein freudiges Ereignis. München 2007 (ISBN 978-3453290273)
- Éliette Abécassis: Die Jesus-Verschwörung. Hamburg 1997 (ISBN  978-3455000658)
- Nelly Arcan: Hörig. Berlin 2005 (ISBN 978-3548606972)
- Michka Assayas: Zu wahr um schön zu sein. Köln 2004 (ISBN 978-3832178413)
- Jean Baudrillard: Die Gewalt der Bilder. in ders.: Der Geist des Terrorismus. Wien 2002 (ISBN 978-3851656107)
- François Bégaudeau: Der Tag, an dem Mick Jagger starb. Hamburg 2008 (ISBN 978-3927638488)
- François Bégaudeau: Die Klasse. Frankfurt am Main 2008. (übersetzt zusammen mit Katja Buchholz) (ISBN 978-3518460313)
- Frédéric Beigbeder: Ferien im Koma. Reinbek bei Hamburg 2002 (ISBN 978-3499231919)
- Frédéric Beigbeder: Ein französischer Roman. München u. a. 2010 (ISBN 978-3492273794)
- Frédéric Beigbeder: Die Liebe währt drei Jahre. Reinbek bei Hamburg 2003 (ISBN 978-3499231926)
- Frédéric Beigbeder: Memoiren eines Sohnes aus schlechtem Hause. Reinbek 2001 (ISBN 978-3499230950)
- Frédéric Beigbeder: Neununddreißig neunzig. Reinbek 2001 (ISBN 978-3492273527)
- Frédéric Beigbeder: Der romantische Egoist. Berlin 2006 (ISBN 978-3548267104)
- Frédéric Beigbeder: Windows on the world. München 2004 (ISBN 978-3550084539)
- Caroline Walker Bynum: Fragmentierung und Erlösung. Frankfurt am Main 1996 (ISBN 978-3518117316)
- Sorj Chalandon: Die Legende unserer Väter. München 2012 (ISBN 978-3423248990)
- Sorj Chalandon: Rückkehr nach Killybegs. München 2013 (ISBN 978-3423148283)
- Sorj Chalandon: Die vierte Wand. München 2015 (ISBN 978-3423260664)
- Sorj Chalandon: Mein fremder Vater. München 2017 (ISBN 978-3423281140)
- Sorj Chalandon: Am Tag davor. München 2019 (ISBN 978-3423147811)
- Sorj Chalandon: Wilde Freude. München 2020 (ISBN 978-3423282376)
- Sorj Chalandon: Verräterkind. München 2022 (ISBN 978-3423290333)
- André Comte-Sponville: Woran glaubt ein Atheist? Zürich 2008 (ISBN 978-3257240276)
- Guy Corneau: Kann denn Liebe glücklich sein? Berlin 1999 (ISBN 978-3871343698)
- Jean-Pierre Davidts: Der kleine Prinz kehrt zurück. Hamburg 1998 (ISBN 978-3492249362)
- Ouzi Dekel: Intifada. München 2002 (ISBN 978-3570146361)
- Marie Desplechin: Bis später, Prinzessin. Reinbek 2000 (ISBN 978-3492225434)
- Fatou Diome: Der Bauch des Ozeans. Zürich 2004 (ISBN 978-3257235210)
- Fatou Diome: Ketala. Zürich 2007 (ISBN 978-3257244892)
- Fatou Diome: Was es braucht, das Leben zu lieben (mit Ina Pfitzner). Zürich 2023 (ISBN 978-3257072488)
- Hélène Duffau: Schrei! Frankfurt am Main 2005[1] (ISBN 978-3821857411)
- Gaël Faye: Kleines Land. München 2017 (übersetzt zusammen mit Andrea Alvermann) (ISBN 978-3492314053)
- Olivier Föllmi: Lateinamerika. München 2007 (übersetzt zusammen mit Andrea Alvermann) (ISBN 978-3896604750)
- Georges-Arthur Goldschmidt: Als Freud das Meer sah. Zürich 1999 (ISBN 978-3596149957)
- Georges-Arthur Goldschmidt: Die Faust im Mund. Zürich 2008 (ISBN 978-3250300212)
- Georges-Arthur Goldschmidt: Freud wartet auf das Wort. Zürich 2006 (ISBN 978-3596178254)
- Georges-Arthur Goldschmidt: In Gegenwart des abwesenden Gottes. Zürich 2003 (ISBN 978-3250300144)
- Georges-Arthur Goldschmidt: Meistens wohnt der den man sucht nebenan. Frankfurt am Main 2010 (ISBN 978-3100278241)
- Jacqueline Harpman: Die Frau, die die Männer nicht kannte. Hamburg 1998 (ISBN 978-3455028843)
- Jacqueline Harpman: Orlanda. Hamburg 2000 (ISBN 978-3455028850)
- Linda Lê: Die drei Parzen. Zürich 2002 (ISBN 978-3250600381)
- Linda Lê: Irre Reden. Zürich 1998 (ISBN 978-3518396377)
- Linda Lê: Toter Buchstabe. Zürich 2005 (ISBN 978-3250600725)
- Linda Lê: Flutwelle. Zürich 2014 (ISBN 978-3038200031)
- Jean-Philippe Mégnin: Die Patientin. Hörspiel, WDR 2013
- Amélie Nothomb: Kosmetik des Bösen. Zürich 2004 (ISBN 978-3257234756)
- Amélie Nothomb: Böses Mädchen. Zürich 2005 (ISBN 978-3257235524)
- Amélie Nothomb: Reality-Show. Zürich 2007 (ISBN 978-3257239430)
- Amélie Nothomb: Biographie des Hungers. Zürich 2009 (ISBN 978-3257240429)
- Amélie Nothomb: Der japanische Verlobte. Zürich 2010 (ISBN 978-3257241518)
- Amélie Nothomb: Den Vater töten. Zürich 2012 (ISBN 978-3257242492)
- Amélie Nothomb: So etwas wie ein Leben. Zürich 2013 (ISBN 978-3257242881)
- Amélie Nothomb: Blaubart. Zürich 2014 und als Hörspiel im WDR 2013 (ISBN 978-3257068948)
- Amélie Nothomb: Töte mich! Zürich 2017 (ISBN 978-3257244540)
- Amélie Nothomb: Happy End. Zürich 2018 (ISBN 978-3257245332)
- Amélie Nothomb: Klopf an dein Herz. Zürich 2019 (ISBN 978-3257245868)
- Amélie Nothomb: Die Passion. Zürich 2020 (ISBN 978-3257246391)
- Amélie Nothomb: Ambivalenz. Zürich 2022 (ISBN 978-3257247091)
- Amélie Nothomb: Der belgische Konsul. Zürich 2023 (ISBN 978-3257072310)
- Amélie Nothomb: Die Kunst, Champagner zu trinken (ISBN 978-3257261493)
- Amélie Nothomb: Eine heitere Wehmut (ISBN 978-3257069266)
- Wilfried N’Sondé: Das Herz der Leopardenkinder. München 2008 (ISBN 978-3888975226)
- Wilfried N’Sondé: Frau des Himmels und der Stürme. Berlin 2023 (ISBN 978-3949729102)
- Paul Pitous: Mon cher Albert. Ein Brief an Albert Camus. Arche, Zürich 2014 (ISBN 978-3716040119)
- Thomas Reverdy: Die Verflüchtigten. Berlin 2016 (ISBN 978-3827012227)
- Thomas Reverdy: Es war einmal eine Stadt. Berlin 2017 (ISBN 978-3827013453)
- Thomas Reverdy: Ein englischer Winter. Berlin 2021 (ISBN 978-3827014092)
- Fabienne Rousso-Lenoir: Cabaret-Berlin: Die wilde Bühne 1919–1933. Filmessay (Sprecher Ulrich Tukur), Arte, 2009.
- Jean-Christophe Rufin: 100 Stunden. Frankfurt am Main 2008 (übersetzt zusammen mit Claudia Steinitz) (ISBN 978-3596178919)
- Gonzague Saint Bris: Russische Musen. Hamburg 1996 (ISBN 978-3822503720)
- Éric-Emmanuel Schmitt: Das Evangelium nach Pilatus. Zürich 2005 (ISBN 978-3596174003)
- Nina Sutton: Bruno Bettelheim. Hamburg 1996
- Kim Thúy: Der Geschmack der Sehnsucht. München 2014 (übersetzt zusammen mit Andrea Alvermann) (ISBN 978-3423144469)
- Kim Thúy: Der Klang der Fremde. München 2010 (übersetzt zusammen mit Andrea Alvermann) (ISBN 978-3423144155)
- Kim Thúy: Die vielen Namen der Liebe. München 2017 (übersetzt zusammen mit Andrea Alvermann) (ISBN 978-3423146937)
- Kim Thúy: Hitomi. In Jennifer Dummer Hg.: Pareil, mais différent – Genauso, nur anders. Frankokanadische Erzählungen. München 2020
- Kim Thúy: Großer Bruder, kleine Schwester, München 2021 (ISBN 978-3956144561)
- Émilie de Turckheim: Im schönen Monat Mai. Berlin 2012 (ISBN 978-3803126887)
- Émilie de Turckheim: Popcorn Melody. Berlin 2017 (ISBN 978-3716040119)
- Paul Valéry: Rede über die Ästhetik (1937), In: Trivium. 6, 2010. Trivium
- Cécile Wajsbrot: Die Köpfe der Hydra. Berlin 2012 (ISBN 978-3882215816)
- Elie Wiesel: Alle Flüsse fließen ins Meer. Hamburg 1995 (übersetzt zusammen mit Holger Fock und Sabine Müller) (ISBN 978-3442721139)

## Sonstige Beiträge
- Julian Müller: "Ein Kahn, auf dem es sich fahren lässt." Interview mit Mitgliedern der Vorstände seit 2008, in: Souveräne Brückenbauer. 60 Jahre Verband der Literaturübersetzer. Für den Verband deutschsprachiger Übersetzer literarischer und wissenschaftlicher Werke, Bundessparte Übersetzer des VS in ver.di. Hg. Helga Pfetsch. Sonderheft Sprache im technischen Zeitalter, SpritZ. Böhlau Verlag, Köln 2014, ISBN 978-3-412-22284-0 ISSN 0038-8475 S. 135–143 (weitere Gesprächspartner Luis Ruby, Hinrich Schmidt-Henkel, Martina Kempter, Josef Winiger)

## Notizen
1. ↑  Rezension der Übersetzung, Der Gewalt entkommt man nicht poetisch, von Stefanie Hattel, ReLÜ, Rezensionszeitschrift, 2, 2005

| Personendaten    | Personendaten                |
| ---------------- | ---------------------------- |
| NAME             | Große, Brigitte              |
| KURZBESCHREIBUNG | österreichische Übersetzerin |
| GEBURTSDATUM     | 21. Februar 1957             |
| GEBURTSORT       | Wien                         |